# Журавець бульбистий
{{#ifeq:0|0|{{#if:Geranium tuberosum|{{#if:|[[]}}|[[]]}}}}
Журавець бульбистий (Geranium tuberosum) — вид квіткових рослин родини капустяних (Brassicaceae).

## Біоморфологічна характеристика
Це прямовисна багаторічна рослина 12–30 см заввишки, кореневище тонке і роздуте в кінцеві та віддалені бульби. Прикореневі листки пальчато розсічені до основи; сегменти від ромбічних до довгасто-лінійних, глибоко 1–2 перистороздільні або зубчасті. Чашолистки 6–7 мм, запушені і часто ворсинчасті. Пелюстки глибоко виїмчасті, 9–13 мм, лілові. Мерикарп запушений. Насіння гладке.

## Поширення
Росте на півдні Європи, на півночі Африки, на заході Азії (Албанія, Алжир, Болгарія, Кіпр, Греція (у т. ч. Крит), Іран, Ірак, Італія (у т. ч. Сицилія), Крим, Ліван-Сирія, Лівія, Північний Кавказ, Палестина, Румунія, Синай, Південна Європейська Росія, Азербайджан, Вірменія, Грузія, Туніс, Туреччина, пд. Туркменістан, Хорватія, Македонія); інтродукція до Франції.
В Україні росте на сухих місцях, у степах, на схилах та полях — у Криму, передусім Степовому.